# كويلبر

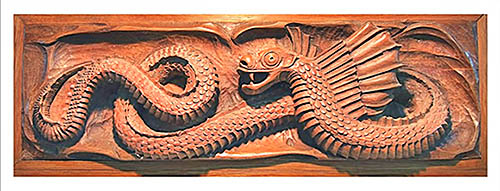
كويلبر. نحت الخشب بواسطة ليز.

كويلبر (بالإنجليزية: Cuélebre)‏ هو تنين ثعبان مجنح عملاق وشرير من الأساطير والفولكلور الأسترية والكانتابرية، يعيش في كهف، يحرس الكنوز ويحافظ على أنجاناس (المعروفة أيضًا باسم زاناس) كسجينة.